# Autoceste u Srbiji
Republika Srbija trenutno broji oko 907 km autocesta. Autoceste u Srbiji su su se počeli graditi 90-ih godina 20. stoljeća. Ograničenje brzine iznosi 130 km/h, ako nema drugih znakova za ograničenje brzine.

## Pregled autocesta
Sljedeća tablica prikazuje sve autoceste i planirane autoceste u Srbiji
| Oznaka | Naziv                    | Dionica                                           | Dužina  |
| ------ | ------------------------ | ------------------------------------------------- | ------- |
| A1     | Autoput Horgoš-Preševo   | Horgoš - Novi Sad - Beograd - Niš - Preševo       | 584 km  |
| A2     | Autoput Beograd-Boljare  | Beograd - Ljig - Čačak - Požega- Sjenica- Boljare | 258 km  |
| A3     | Autoput Batrovci-Beograd | Batrovci - Srijemska Mitrovica - Ruma - Beograd   | 94 km   |
| A4     | Autoput Niš-Dimitrovgrad | Niš - Pirot - Dimitrovgrad - Gradina              | 109 km  |
| A5     | Autoput Pojate-Preljina  | Preljina - Kraljevo - Kruševac - Pojate           | 110 km  |
|        | Ukupna dužina autoputa   |                                                   | 1155 km |

## Vanjske poveznice
- Službena stranica JP Putevi Srbije